# Antihidrogen

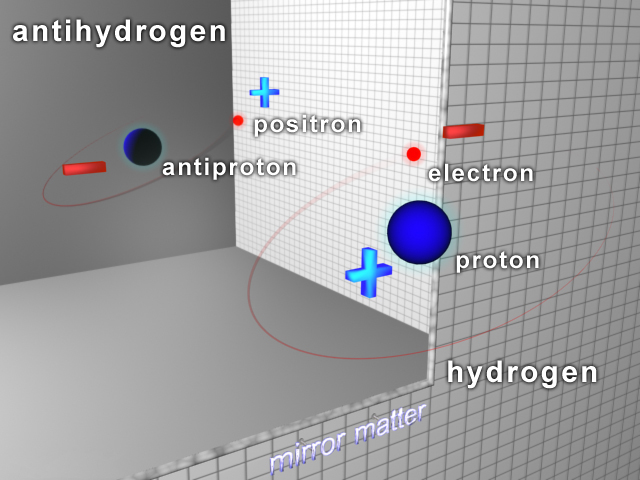
Imagine 3D a atomului de antihidrogen format din antiproton și pozitron.

Antihidrogenul este omologul format din antimaterie al hidrogenului. Întrucât atomul de hidrogen comun este compus dintr-un electron și un proton, atomul de antihidrogen este alcătuit dintr-un pozitron și antiproton. Din 1995 antihidrogenul a fost produs în mod artificial în experimente cu acceleratoare. Până în prezent atomii de antihidrogen produși au avut viteze atât de mari, încât s-au ciocnit cu materia înconjurătoare și s-au anihilat înainte de a putea fi examinați în detaliu. Antihidrogenul rece a fost produs pentru prima dată în noiembrie 2010, și a fost închis magnetic pentru cercetări viitoare. 